# 푸블리우스 술피키우스 루푸스
푸블리우스 술피키우스 루푸스(Publius Sulpicius Rufus, 기원전 121년경 - 기원전 88년)는 로마 공화정의 연설가이자 정치가였다. 동맹시 전쟁에 참가했으며 기원전 88년 호민관으로 개혁을 꾀하다 처형당했다.
원래 술키피우스는 귀족이었으나 호민관이 되기 위해 평민으로 전향했다. 기원전 88년 호민관에 당선되어 동맹시 전쟁으로 새로이 로마 시민권을 얻은 시민들의 권리를 강화하기 위해 가이우스 마리우스와 손을 잡았다. 폰투스의 미트라다테스 6세가 로마에 반기를 들자 마리우스는 이를 진압하는 사령관이 되고자 했는데 술키피우스는 이를 도와주는 대신 자신의 개혁법안을 마리우스가 도와주길 원했다. 술피키우스는 새로 시민권을 얻은 이들의 선거구를 조정하려고 했는데 이는 원래부터 로마 시민권을 가진 구시민의 반발을 샀다. 이 과정에서 양쪽이 무력으로 충돌하였고 집정관 술라는 지휘권을 마리우스에게 빼앗기고 도망쳤다.
그러나 술라는 곧 군단을 조직해 로마로 진격했고 무력으로 반대파를 제압하고 다시 지휘권을 찾았다. 마리우스는 북아프리카로 도망쳤고 술키피우스는 도망쳤으나 결국 붙잡혀 참수당했다. 술피키우스의 모든 법안은 술라에 의해 무효화되었다.